# Čchang Wan-čchüan
Čchang Wan-čchüan (čínsky pchin-jinem Cháng Wànquán, znaky zjednodušené 常万全; * leden 1949) je bývalý čínský komunistický voják a politik, státní poradce a ministr národní obrany (obojí 2013–2018), náčelník hlavní správy vyzbrojování Čínské lidové osvobozenecké armády (2007–2012). Předtím velel Šenjangskému vojenskému okruhu (2004–2007), sloužil jako náčelník štábu Pekingského (2003–2004) a Lančouského (2003–2003) vojenského okruhu. Současně působil ve vedení KS Číny jako člen ústředního výboru (2002–2017) a člen ústřední vojenské komise (2007–2017). Paralelně s členství ve stranické ústřední vojenské komisi byl i členem ústřední vojenské komise Čínské lidové republiky (2008–2018).

## Život
Čchang Wan-čchüan se narodil v lednu 1949 v okrese Nan-jang (od roku 1994 okres Wo-lung) na jihu provincie Che-nan. Roku 1968 vstoupil do Čínské lidové osvobozenecké armády (ČLOA) a téhož roku i do Komunistické strany Číny. Sloužil ve 140. divizi 47. armády Lančouského vojenského okruhu, zprvu jako voják, později stoupal ve funkcích až na důstojníka operačního oddělení štábu 47. armády. Roku 1978 na dva roky přešel na operační oddělení štábu Lančouského vojenského okruhu, poté se vrátil ke 47. armádě, v níž sloužil do roku 1990 postupně jako zástupce náčelníka a náčelník operačního a výcvikového oddělení štábu, náčelník štábu 140. divize, zástupce velitele 139. divize; přitom v letech 1985–1987 absolvoval dálkové vysokoškolské studium na pedagogické škole ve Wej-nanu. Při zavedení vojenských hodností roku 1988 obdržel hodnost plukovníka.
V letech 1990–1992 působil jako náčelník operačního oddělení štábu Lančouského vojenského okruhu, poté velel 61. divizi 21. armády, přičemž roku 1992 byl povýšen na generálmajora. V letech 1994–1998 byl náčelníkem štábu 47. armády. Poté působil jako ředitel katedry válečných studií na Národní obranné univerzitě. Od roku 2000 velel 47. armádě, v letech 2002–2003 byl náčelníkem štábu Lančouského vojenského okruhu. Na XVI. sjezdu KS Číny v listopadu 2002 byl zvolen členem ústředního výboru (znovuzvolen roku 2007 a 2012, členem ÚV zůstal do roku 2017). Roku 2003 byl povýšen na generálporučíka a z Lančouského vojenského okruhu přeložen do Pekingského vojenského okruhu, kde se stal také náčelníkem štábu. Od roku 2004 velel Šenjangskému vojenskému okruhu.
Roku 2007 přešel z regionálních do centrálních vojenských orgánů, když byl jmenován náčelníkem hlavní správy vyzbrojování ČLOA a vzápětí na XVII. sjezdu KS Číny v říjnu 2007 byl kromě potvrzení v ústředním výboru zvolen i členem ústřední vojenské komise KS Číny a v listopadu povýšen na generálplukovníka. V březnu 2008 se stal i členem ústřední vojenské komise Čínské lidové republiky. V říjnu 2012 předal řízení hlavní správy vyzbrojování Čang Jou-siaovi a v listopadu 2012 na XVIII. sjezdu KS Číny byl potvrzen v ústředním výboru i vojenské komisi. V březnu 2013 pak při jmenování nové vlády obdržel funkce státního poradce a ministra národní obrany, současně byl potvrzen v ústřední vojenské komisi Čínské lidové republiky.
Na XIX. sjezdu KS Číny v říjnu 2017 již nebyl zvolen do stranických funkcí a v březnu 2018 se změnou vlády odešel do penze.